# Interventieradiologie

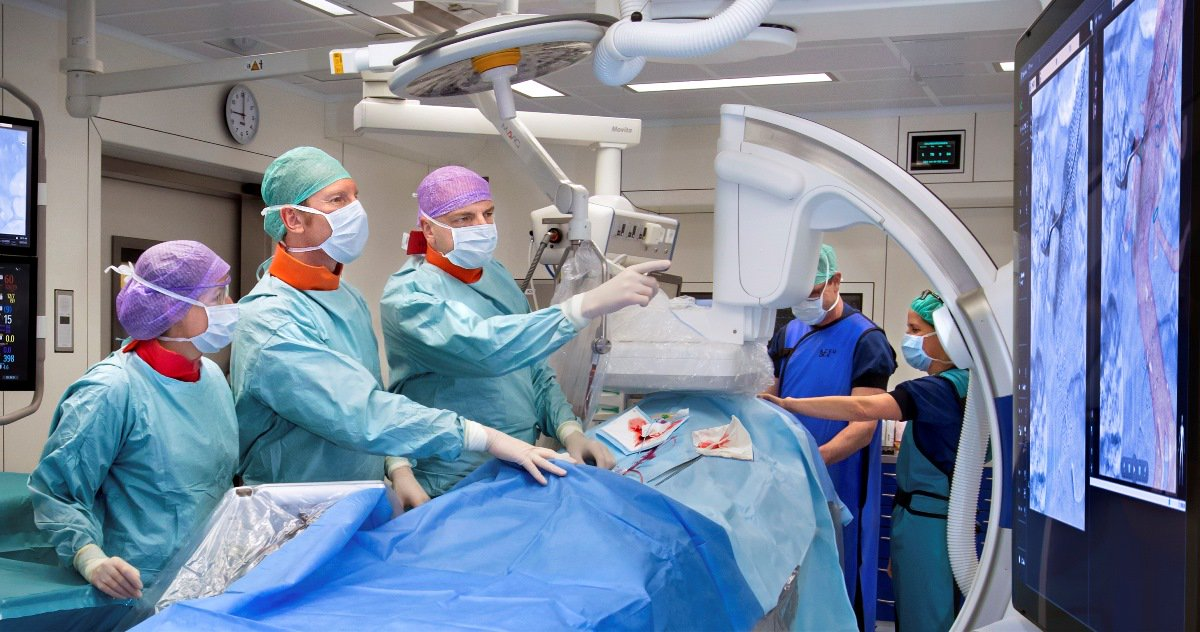
Angiografie op een hybride operatiekamer

Interventieradiologie houdt zich bezig met minimaal invasieve beeldgestuurde behandelingen door een interventieradioloog. Veel van deze radiologische interventies kunnen onder lokale verdoving en in dagbehandeling worden uitgevoerd. Meer complexe behandelingen worden onder narcose uitgevoerd.
Het belangrijkste kenmerk van een radiologische interventie is dat er gebruik gemaakt wordt van een beeldvormende techniek. Met behulp van röntgendoorlichting, echografie, computertomografie (CT) en magnetic resonance imaging (MRI) is het mogelijk de instrumenten en het materiaal door de kleine opening in de huid op de juiste plaats te krijgen in het lichaam. Door bijvoorbeeld een katheter in de liesslagader in te brengen kan deze onder röntgendoorlichting naar vrijwel elke slagader en orgaan in het menselijk lichaam worden gestuurd om daar een behandeling uit te voeren. Interventieradiologie is soms de enige mogelijkheid voor behandeling.

## Interventieradiologische Procedures

### Vaatlijden
- Angiografie: het afbeelden van bloedvaten (DSA) met behulp van verschillende contrastmiddelen zoals: jodium-houdend contrast, gadolinium (toepassing bij MRI) en CO2 gas.
- Angioplastiek: met katheters, ballonnetjes of stents vaatvernauwingen en verstoppingen behandelen zonder dat ingrijpende chirurgische ingrepen noodzakelijk zijn.
- EVAR: Een aneurysma van de aorta is in bepaalde gevallen een levensbedreigende aandoening. Afhankelijk van de grootte en groei van het aneurysma kan deze namelijk barsten. In een team met vaatchirurgen worden deze aneurysmata met een endoprothese behandeld via een kleine incisie in de lies. Een ingrijpende operatie is dan niet nodig.
- Trombolyse: Soms gaan bloedvaten dicht, wanneer het nodig is om het vat weer open te maken, wordt een trombolysekatheter in het bloedvat ingebracht zodat het met medicijnen open kan worden gemaakt.
- Embolisatie: Wanneer er een levensbedreigende bloeding is, kan deze worden behandeld door het bloedvat naar het orgaan dat bloedt, dicht te maken.

### Neuro-interventies
- Aneurysma: een aneurysma in het hoofd is een ballonvormige verwijding aan de slagaders in de hersenen. Zo’n aneurysma kan in de loop van het leven ontstaan. Als een aneurysma barst, ontstaat er een bloeding in de ruimte tussen schedel en hersenen, een subarachnoïdale bloeding (SAB). Een aneurysma kan via de bloedvaten van binnenuit worden behandeld, dat noemen we een endovasculaire behandeling. Het doel van de aneurysmabehandeling is om het (opnieuw) barsten van een aneurysma te voorkomen. Voor deze endovasculaire behandeling zijn de volgende verschillende methoden beschikbaar:
  - Endovasculaire coiling
  - Webplaatsing
  - Stentplaatsing en coiling
  - Flow diverter
- Herseninfarct: bij een acuut herseninfarct is er een stolsel in een van de slagaders in de hersenen aanwezig die de bloedaanvoer naar de hersenen belemmerd. Daardoor krijgt een deel van de hersenen te weinig zuurstof. Sinds enkele jaren is er een nieuwe behandelmethode bij patiënten met een herseninfarct waarbij mechanisch het stolsel uit de slagaders in de hersenen wordt verwijderd. Deze methode heet intra-arteriele thrombectomie (IAT). Dit zorgt ervoor dat er minder hersenschade ontstaat en er een beter functioneren is in het dagelijks leven na behandeling.

### Kankerbehandelingen
- Chemo-embolisatie: chemotherapie gekoppeld aan kleine bolletjes die door de interventieradioloog selectief in een slagader naar de een orgaan met een tumor of uitzaaiingen worden gespoten. Zodoende krijgt de tumor een zeer hoge dosis chemotherapie, terwijl de rest van het lichaam een zeer lage dosis krijgt en er dus geringere bijwerkingen ontstaan.
- Radio-embolisatie: Kleine radioactieve bolletjes worden door de interventieradioloog selectief in een slagader naar een orgaan ingespoten. De bolletjes lopen vast in de haarvaatjes van de tumor waarbij de tumor(en) van binnenuit worden bestraald.
- Radiofrequente ablatie (RF-ablatie): een alternatief minimaal invasieve techniek om tumoren en uitzaaiingen te behandelen. Onder narcose of sedatie wordt, door een klein gaatje in de huid, een RFA naald in de metastase in de lever gestoken en wordt dit gebied zodanig verhit dat de tumorcellen dood gaan. In bepaalde gevallen is dit een goed alternatief voor ingrijpende chirurgie.
- Cryoablatie: vernietiging van tumorweefsel door middel van bevriezing.
- HIFU (High Intensity Focused Ultrasound): vernietiging van tumorweefsel door verhitting met ultrasone geluidsgolven.

### Non-vasculaire behandelingen
- Biopsie: onder gelede van echografie, CT of MRI is het mogelijk om stukjes weefsel te verkrijgen voor verder onderzoek om een diagnose te stellen. Uit elk orgaan in het lichaam kan met een bioptie materiaal worden verkregen, vaak gaat het om de diagnose kanker te stellen en welke behandeling hierbij het beste zou passen. Denk aan de lever, nier, long, prostaat en ook lymfeklieren.
- PTC (percutane transhepatische cholangiografie) en PTBD (biliaire drainage), eventueel met plaatsing van een biliaire stent bij obstructie van de galwegen.
- Drainage: Het kan bij vochtcollecties of abcessen in het lichaam nodig zijn om het vocht te verwijderen door een drain te plaatsten.
- Nefrostomie plaatsing; wanneer een nier de urine niet kwijt kan door bijvoorbeeld een tumor of niersteen, kan het nodig zijn om een nefrostomiedrain te plaatsen.
- Percutane gastrostomie plaatsing: in plaats van scopisch door een MDL-arts, is het soms aantrekkelijker om een percutane gastrostomie te plaatsen bij mensen die door ziekte of behandeling kans hebben op ondervoeding
- RFA schildklier; bij goedaardige schildklier aandoeningen waarbij de schildklier hinderlijk vergroot is, kan met RFA (radiofrequente ablatie) het volume van de afwijking in de schildklier verkleind worden. Hierdoor is een operatie waarbij vaak de helft van de schildklier verwijderd wordt niet meer nodig.
- Prostaatembolisatie: bij BPH (benigne prostaat hypertrofie) met plasklachten is embolisatie voor bepaalde patiënten een goed alternatief voor TURP met bovendien minder kans op complicaties.
- Uterusembolisatie; bij vleesbomen in de baarmoeder die klachten veroorzaken is een uterusembolisatie een alternatieve behandeling voor het operatief verwijderen van de gehele baarmoeder. Bij embolistaie worden kleine partikels in de slagader naar de baarmoeder ingebracht zodat de vleesbomen kleiner worden. De baarmoeder blijft behouden, patiënten herstellen sneller en kunnen sneller weer aan het werk in vergelijking met operatief verwijderen van de baarmoeder.